# Clemens Ziesenitz
Clemens Ziesenitz (* 19. Oktober 1971 in Ost-Berlin) ist ein deutscher Kinderdarsteller, Physiotherapeut und Heilpraktiker.

## Leben
Clemens Ziesenitz wurde 1971 in Ost-Berlin geboren und hat in seiner Kindheit je einen Film bei der DEFA und beim Fernsehen der DDR gedreht. Nach dem Abitur 1990 am Berliner  Albert-Einstein-Gymnasium studierte er bis 1993 Sozialtherapie an der Humboldt-Universität zu Berlin mit Vordiplom. Anschließend  absolvierte er bis 1996 an der Charité eine Ausbildung zum staatl. anerkannten Physiotherapeuten.

## Filmografie
- 1984: Polizeiruf 110: Das vergessene Labor (Fernsehreihe)
- 1987: Hasenherz